# Експлозивно вулканично изригване
Експлозивните вулканични изригвания са най-силните и катастрофални прояви на вулканични изригвания на Земята. Един от открояващите се примери за такива изригвания е масивното избухване на Света Елена през 1980 г. Експлозивните изригвания се получават, когато магмата е много гъста и в нейния състав има голямо количество газови балончета. Поради високия вискозитет на магмата газът затворен в нея се разширява експлозивно, изтласквайки огромно количество пепел и пирокластити в атмосферата. Понякога тези изригвания са толкова силни, че могат да засегнат цялата планета. Например изригването на Тамбора през 1815 г. обгръща в облак от вулканична прах Земята за няколко години, предизвиквайки вулканична зима. Понякога преди изригването кратерът на вулкана се издува и образува лавов купол, който пречи на освобождаването на магмата. Когато напрежението стане твърде голямо лавовият купол се взривява и във въздуха се изстрелват милиони тонове пепел и вулканични скали. Ерупционната колона при експлозивно изригване може да се извиси на над 20 километра в атмосферата. При изригването на Пинатубо през 1991 г. колоната от свръхнагорещени скали и пепел се извисява на 40 километра височина. След изригването облакът пепел обикаля Земята и за няколко месеца температурата пада с 0,5 градуса. Най – сериозната опасност от експлозивните изригвания е срутването на ерупционната колона. Това поражда пирокластични потоци и в най – лошия случай пирокластични вълни.

## Протичане на експлозивно изригване
В зависимост от силата на изригването може да има няколко етапа. Ако ерупционната колона се извиси на по-малко от 10 километра опасността е по-малка. Причината за това е, че вулканът може да понесе тежестта на издигналата се колона. В случай че облакът се извиси на повече от 20 километра изригването има няколко етапа. То започва със силна експлозия, която изхвърля във въздуха милиони тонове пепел и пирокластити. За да има експлозивно изригване, кратерът трябва да бъде запушен от скали или втвърдена лава. Например преди изригването на Суфриер Хилс през 1993 г. в кратера на вулкана започват да се изливат блокове от лава, които блокират изхода на магмата. Понякога в кратера се образува лавов купол, който блокира изхода на силно вискозната магма. Когато напрежението под кратера стане твърде голямо, магмата намира пролука през най-слабата точка от кратера и изстрелва облак от нажежени скали и пепел. Ако налягането е много високо разтопената скала може да не породи вулканична пепел, а пяна. Ако изригването продължи дълго, ерупционната колона от пепел и камъни става твърде тежка, за да се поддържа във въздуха, и рухва. В зависимост от температурата и височината на колоната може да се образува или пирокластичен поток или пирокластична вълна.

### Видове експлозивни изригвания
- Вулканско изригване
- Пелейско изригване
- Плинийско изригване
- Грундово изригване
- Съртсейско изригване

### Опасности
- Вулканична пепел
- Пемза
- Вулканични бомби
- Ерупционна колона
- Пирокластичен поток
- Пирокластична вълна

#### Пирокластичен поток
Пирокластичните потоци се появяват в края на експлозивното изригване, когато налягането в кратера и магмената камера започва да спада бързо. По време на спадането на налягането ерупционната колона продължава да бълва милиони тонове пепел и пирокластити в секунда, но когато налягането спадне значително колоната става твърде тежка за да се поддържа във въздуха и се срутва надолу. Когато падащата надолу колона от пепел повлече със себе си разтопените скали и пирокластити започва да се свлича по склоновете на вулкана. Образуваните пирокластични потоци могат да се движат със скорост от над 100 километра в час и да достигнат температурата от над 500 градуса. Високите температури могат да изпепелят дървета и да пометат сгради.

#### Суперизригване
Изригването на супервулкан е най – рядкото, но е най – разрушителното. То може да избълва над 1000 куб. км. пепел и свръхнагорещени скали. Тези изригвания се случват веднъж на няколкостотин хиляди години. Суперизригванията са най – високите по скалата на вулканичния експлозивен индекс. Този тип изригване причинява разрушения в континентален мащаб и да понижи температурата на цялата планета с няколко градуса.